# پارک ملی داخله

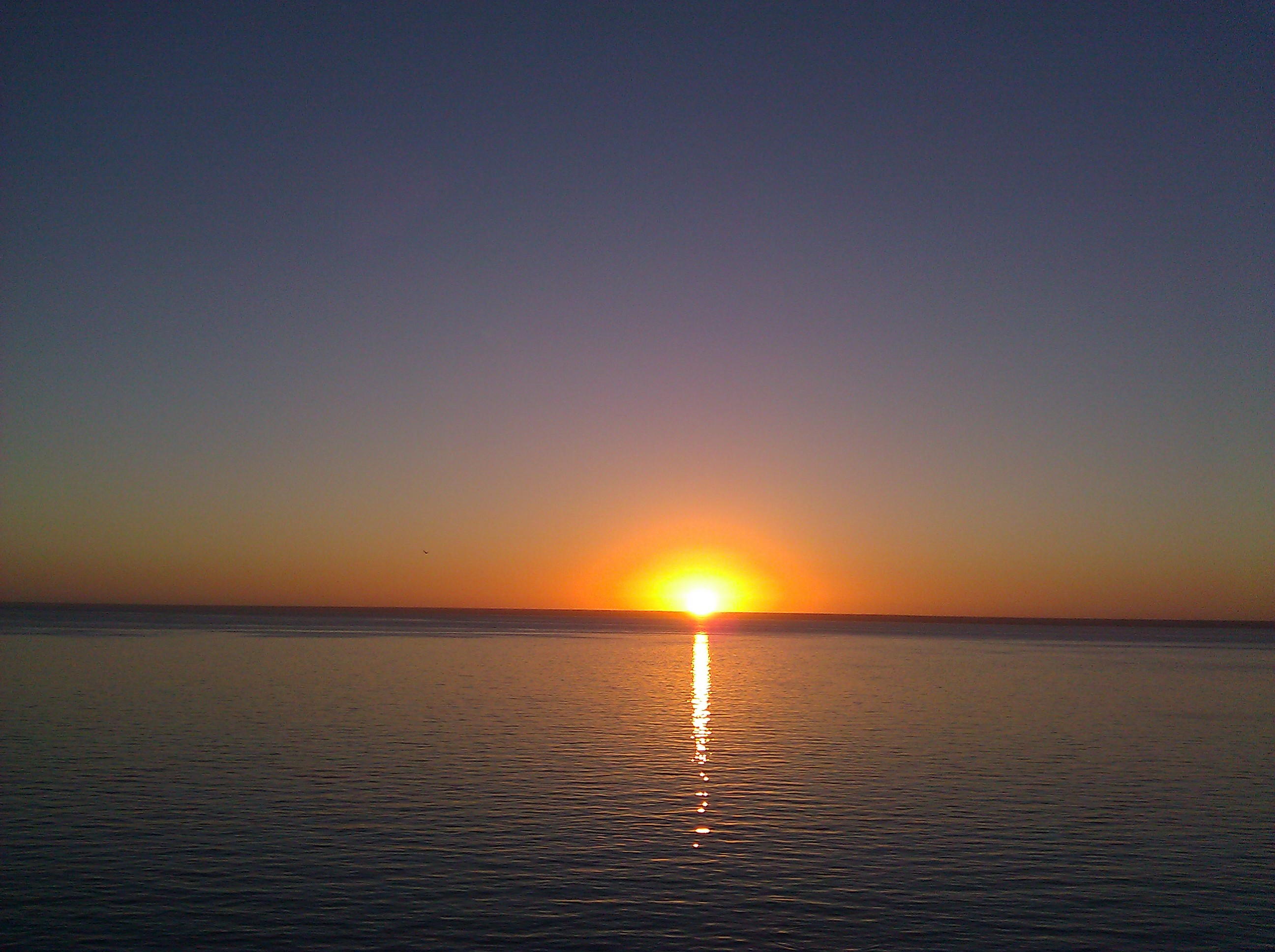
غروب در پارک

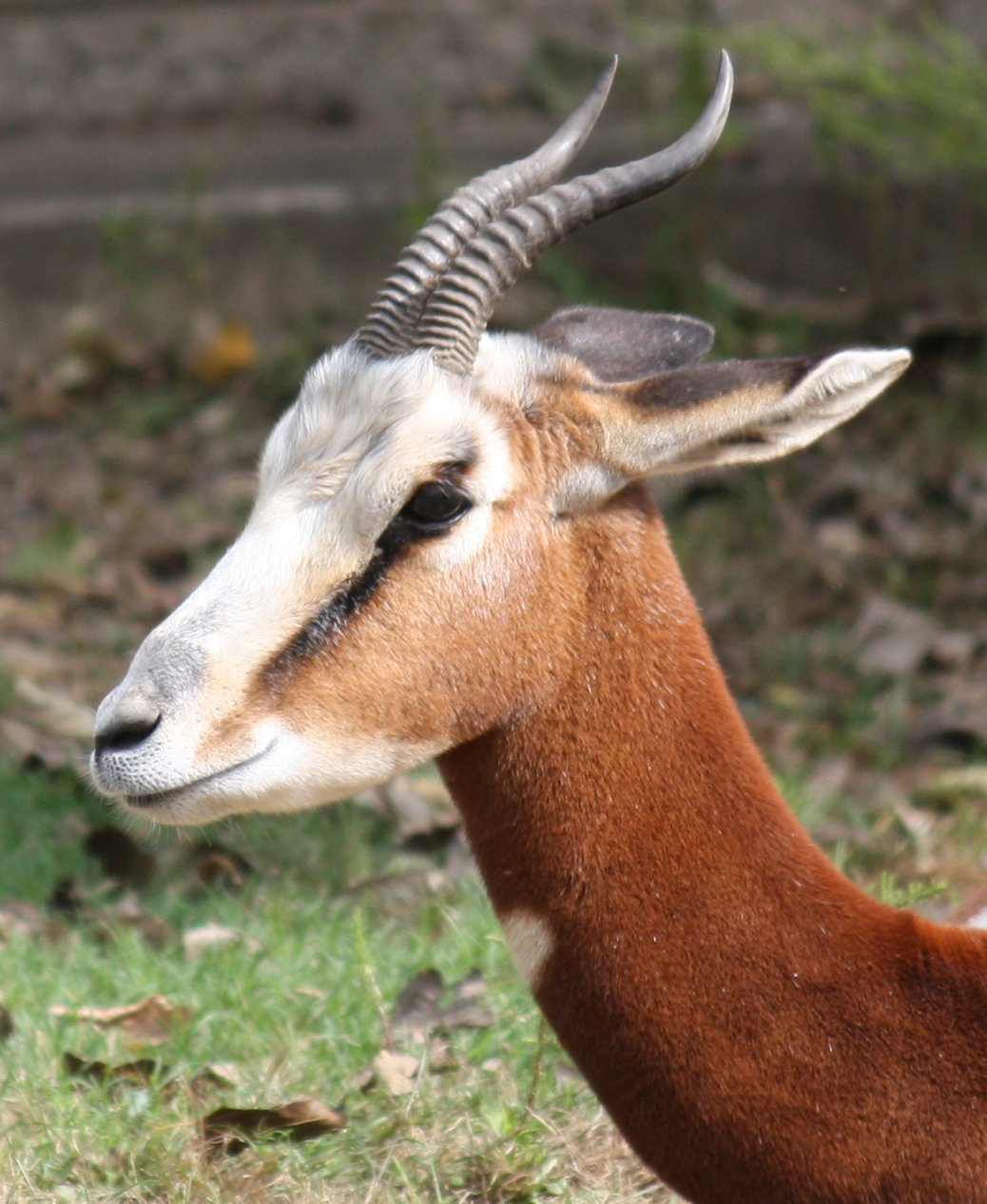
غزال مهوار

پارک ملی داخله (به عربی: منتزه الداخلة الوطني) یک پارک ملی در مراکش است که در سال ۲۰۱۴ تأسیس شد و در صحرای غربی قرار دارد. مساحت این پارک ۱۸٬۸۸۸٫۸۹ کیلومتر مربع است. این پارک در فهرست پیشنهادی مراکش برای ثبت در میراث جهانی یونسکو قرار دارد. خلیج الداخله، که در محدوده این پارک واقع شده است، از سال ۲۰۰۵ به‌عنوان یکی از سایت‌های رامسر شناخته می‌شود. پارک ملی الداخله همچنین پناهگاهی برای غزال مهوار(fr) محسوب می‌شود.